# 普雷斯頓 (伊利諾伊州)
普雷斯頓（英語：Preston）是位於美國伊利諾伊州蘭道夫縣的一個非建制地區。該地的面積和人口皆未知。

## 地理
普雷斯頓的座標為38°06′22″N 89°51′33″W / 38.10611°N 89.85917°W，而該地的平均海拔高度為143米（即469英尺）。